# Tetraoxígeno
El tetraoxigeno es una molécula (O4), también llamado oxozono, había sido pronosticado en 1924 por Gilbert N. Lewis, quién lo propuso como una explicación para el fracaso del oxígeno líquido para obedecer la ley de Curie. Hoy en día pareciera que Lewis estaba equivocado, pero no por mucho: simulacros de ordenador indican que a pesar de que hay moléculas no estables de O4 en oxígeno líquido, moléculas de O2 tienden a asociarse en pares con espines anti paralelos, formando unidades transitorias de O4  . En 1999, los investigadores creyeron que el oxígeno sólido existía en su ε-fase (en presiones encima de 10 GPa) como O4. Sin embargo, en 2006, se demostró por cristalografía de rayos X que esta fase estable conocida como ε oxígeno u oxígeno rojo es de hecho {\displaystyle {\ce {O8}}}.  No obstante, positivamente el tetraoxigeno ha sido detectado como una especia química de corta-vida en experimentos de espectrometría de la masa.
Bandas de absorción de la molécula O4 en 360, 477 y 577 nm son frecuentemente utilizados para hacer inversiones de aerosol en espectroscopia de absorción óptica atmosférica. Debido a la distribución conocida de O2 por tanto también O4, La densidad de la columna inclinada del O4 se puede usar para recuperar perfiles de aerosol que luego se pueden usar nuevamente en modelos de transferencia por radiación para modelar trayectorias de luz.

## Molécula libre
Los cálculos teóricos han pronosticado la existencia metaestable de las moléculas de O4  con dos formas diferentes: un "disco" cuadrado como ciclobutano o  S4, y un "molinillo" con tres átomos de oxígeno que rodean un centrales uno en una formación plana trigonal similar a trifluoruro de boro. Sea anteriormente señalado fuera que el "molinillo" del O4  tendría que ser la continuación natural de las series isoelectricas {\displaystyle {\ce {BO3-3}}},{\displaystyle {\ce {CO3-2}}}, {\displaystyle {\ce {NO3-}}}, y análogo a {\displaystyle {\ce {SO3}}}; aquella observación servida como la base para los cálculos teóricos mencionados.BO3−
3CO2−
3NO−
3
| Estructuras teóricas metaestables de O4. |                |
|                                          |                |
| D2d estructura                           | D3h estructura |

En 2001, un equipo en la Universidad de La Sapienza de Roma condujo Un experimento de espectrometría de masas de neutralización-reionización. para investigar la estructura libre de las moléculas O4 . Sus resultados no coincidieron con ninguna de las dos estructuras moleculares propuestas, pero sí con un complejo entre dos moléculas de O2, una en el estado fundamental y la otra en un estado específico de excitación.